# La donna delle tenebre
La donna delle tenebre (Lizzie) è un film del 1957 diretto da Hugo Haas.
È un film drammatico statunitense con Eleanor Parker, Richard Boone e Joan Blondell. È basato sul romanzo del 1954  The Bird's Nest di Shirley Jackson.

## Trama
Elizabeth Richmond soffre di dolori alla testa e d'insonnia, e riceve delle lettere minacciose firmate da una certa Lizzie, una donna a lei sconosciuta. Sotto cura del dottor Wright, durante l'ipnosi si scopre che in Elizabeth coesistono tre diverse personalità: la timida Elizabeth, la fin troppo disinibita Lizzie e Beth, una donna molto equilibrata. Lo psichiatra riuscirà a guarire Elizabeth.
(Nell'edizione italiana molti nomi vengono italianizzati, la protagonista ad esempio viene battezzata Elisabetta, Betty e Lisa a seconda del personaggio)

## Produzione
Il film, diretto da Hugo Haas su una sceneggiatura di Mel Dinelli e un soggetto di Shirley Jackson (autrice del romanzo), fu prodotto da Jerry Bresler per la Bryna Productions e girato dal 10 settembre all'inizio di ottobre 1956. I titoli di lavorazione furono  Hidden Faces e  Woman in Hell.

## Colonna sonora
- It's Not For Me To Say - scritta da Albert Stillman e Robert Allen, eseguita da Johnny Mathis
- Warm and Tender - scritta da Burt Bacharach e Hal David, eseguita da Johnny Mathis

## Distribuzione
Il film fu distribuito con il titolo Lizzie negli Stati Uniti dal 4 aprile 1957 al cinema dalla Metro-Goldwyn-Mayer.
Altre distribuzioni:
- in Finlandia il 24 gennaio 1958 (Naisen salatut kasvot)
- in Turchia nel dicembre del 1958 (Lizzie)
- in Svezia il 17 giugno 1959 (Ansiktet i spegeln)
- in Italia (La donna delle tenebre)
- in Brasile (Desejos Ocultos)
- in Grecia (To stigma tis zois mou)

## Critica
Secondo il Morandini il film è molto simile a La donna dai tre volti ma meno riuscito. Secondo Leonard Maltin il film è "interessante anche se in ultima analisi un po' pedante". La produzione fu inoltre eclissata da La donna dai tre volti che uscì poco tempo dopo. Maltin segnala altresì l'interpretazione della Parker che risulterebbe "eccellente".

## Promozione
Le tagline sono:
- Which girl was she?
- A shocker to hold you spellbound!
- She led 3 strange lives! Which was her real self?